# ヒメクマタカ

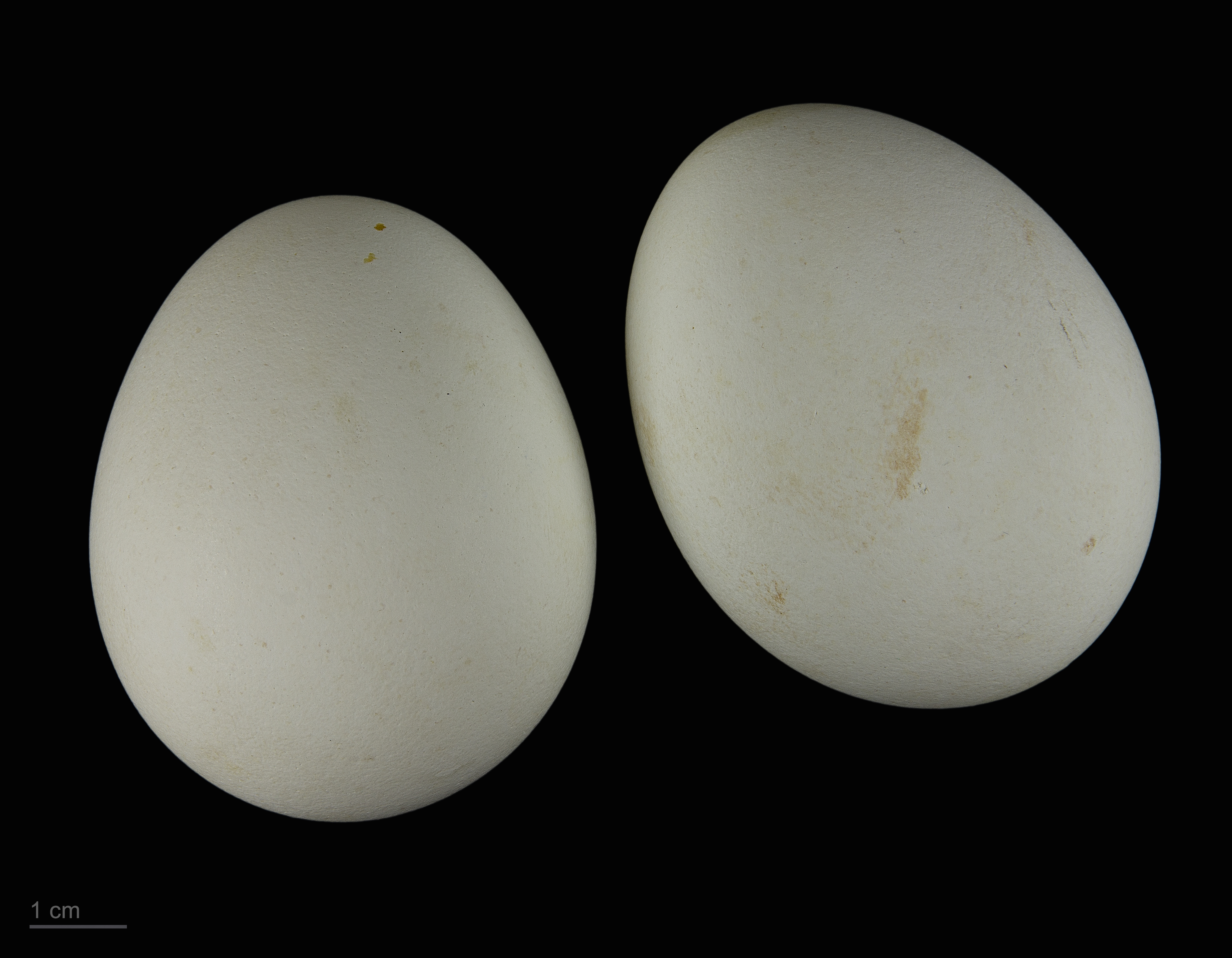
Hieraaetus pennatus

ヒメクマタカ（姫熊鷹、Hieraaetus pennatus）は、鳥綱タカ目タカ科ケアシクマタカ属に分類される鳥。

## 分布
アフリカ大陸、ユーラシア大陸